# Ловецкий сельский округ
Ловецкий сельский округ — упразднённая административно-территориальная единица, существовавшая на территории Луховицкого района Московской области в 1994—2006 годах.
Ловецкий сельсовет был образован в первые годы советской власти. До 1929 года он входил в состав Ловецкой волости Зарайского уезда Рязанской губернии.
В 1929 году Ловецкий с/с был отнесён к Белоомутскому району Коломенского округа Московской области.
8 января 1931 года Белоомутский район был упразднён и Ловецкий с/с вошёл в новый Горкинский район.
11 мая 1931 года Горкинский район был переименован в Луховицкий район.
17 июля 1939 года к Ловецкому с/с был присоединён Ловецко-Борковский сельсовет (селение Ловецкие Борки).
31 июля 1959 года селение Ловецкие Борки было передано из Ловецкого с/с в административное подчинение рабочему посёлку Белоомут, но уже 20 августа 1960 года оно было возвращено обратно в Ловецкий с/с.
1 февраля 1963 года Луховицкий район был упразднён и Ловецкий с/с вошёл в Коломенский сельский район. 11 января 1965 года Ловецкий с/с был возвращён в восстановленный Луховицкий район.
3 февраля 1994 года Ловецкий с/с был преобразован в Ловецкий сельский округ.
В ходе муниципальной реформы 2004—2005 годов Ловецкий сельский округ прекратил своё существование как муниципальная единица. При этом его селения были переданы в Сельское поселение Дединовское.
29 ноября 2006 года Ловецкий сельский округ исключён из учётных данных административно-территориальных и территориальных единиц Московской области.